# Llista de biblioteques de les Comarques Centrals
Llista de biblioteques de l'àmbit territorial de les Comarques Centrals de Catalunya incloses en el Directori de Biblioteques de Catalunya.
| Nom                                                                                 | Municipi                        | Adreça                                                   | Titularitat       | Codi? | Imatge                                                                 |
| ----------------------------------------------------------------------------------- | ------------------------------- | -------------------------------------------------------- | ----------------- | ----- | ---------------------------------------------------------------------- |
| Biblioteca d'Artés                                                                  | Artés                           | C. de les Parres, 44 coord.                              | Ajuntament        | P0093 | Carregueu una nova foto                                                |
| Biblioteca d'Avinyó                                                                 | Avinyó                          | C. Passeig, 19 coord.                                    | Ajuntament        | P0242 | Carregueu una nova foto                                                |
| Centre de Documentació del Parc Natural del Cadí i el Moixeró                       | Bagà                            | C. la Vinya, 1 coord.                                    | Generalitat       | E0309 | Carregueu una nova foto                                                |
| Biblioteca El Drac                                                                  | Balenyà                         | C. Escoles coord.                                        | Ajuntament        | P0421 | Carregueu una nova foto                                                |
| Biblioteca Pere Casaldàliga                                                         | Balsareny                       | C. Nord, 3 coord.                                        | Ajuntament        | P0227 | Carregueu una nova foto                                                |
| Arxiu Comarcal del Berguedà. Biblioteca Auxiliar                                    | Berga                           | C. Pla de l'Alemany coord.                               | Generalitat       | E0094 | Carregueu una nova foto                                                |
| Centre d'Estudis Josep Ester Borràs                                                 | Berga                           | C. Balç, 4 bxos dreta coord.                             | Privada           | E0302 | Carregueu una nova foto                                                |
| Biblioteca Ramon Vinyes i Cluet                                                     | Berga                           | Pl. d'Europa, 1 coord.                                   | Ajuntament        | P0130 | Carregueu una nova foto                                                |
| Bibliobús Pedraforca                                                                | Berga                           | Pl. d'Europa, 1 coord.                                   | Diputació         | P0131 | Carregueu una nova foto                                                |
| Biblioteca Verge de Montserrat                                                      | Bruc, el                        | C. Bruc del Mig, 55 (Can Casas) coord.                   | Ajuntament        | P0029 | Carregueu una nova foto                                                |
| Biblioteca de Calaf                                                                 | Calaf                           | C. Sant Joan Baptista de la Salle, 6-8 coord.            | Ajuntament        | P0393 | Carregueu una nova foto                                                |
| Biblioteca Marc de Cardona                                                          | Cardona                         | Av. Pau Casals coord.                                    | Ajuntament        | P0246 | Biblioteca Marc de Cardona · Vegeu més fotos · Carregueu una nova foto |
| Biblioteca Municipal Maria Malla                                                    | Castellbell i el Vilar          | C. Joan Grau coord.                                      | Ajuntament        | P0365 | Carregueu una nova foto                                                |
| Biblioteca La Cooperativa                                                           | Centelles                       | C. Sant Joan, 25 coord.                                  | Ajuntament        | P0295 | Carregueu una nova foto                                                |
| Biblio@ccés de l'Estany                                                             | Estany, l'                      | Pl. del Monestir, 3 coord.                               | Ajuntament        | P0115 | Carregueu una nova foto                                                |
| Biblioteca Municipal de Gironella                                                   | Gironella                       | C. Pont de les Eres, 4 coord.                            | Ajuntament        | P0417 | Carregueu una nova foto                                                |
| Biblio@ccés dels Hostalets de Pierola                                               | Hostalets de Pierola, els       | C. Major, 1 coord.                                       | Ajuntament        | P0408 | Carregueu una nova foto                                                |
| Arxiu Comarcal de l'Anoia. Biblioteca Auxiliar                                      | Igualada                        | Pl. de la Creu, 18 coord.                                | Generalitat       | E0026 | Carregueu una nova foto                                                |
| Biblioteca Central d'Igualada                                                       | Igualada                        | Pl. Cal Font coord.                                      | Ajuntament        | P0031 | Carregueu una nova foto                                                |
| Bibliobús Montserrat                                                                | Igualada                        | C. Gran Bretanya, 9, nau 2 coord.                        | Diputació         | P0163 | Carregueu una nova foto                                                |
| Universitat Politècnica de Catalunya. Escola d'Enginyeria d'Igualada                | Igualada                        | Pl. del Rei, 15 coord.                                   | Universitat       | U0054 | Carregueu una nova foto                                                |
| Biblioteca Municipal de Manlleu - Bisbe Morgades                                    | Manlleu                         | C. Baixa Cortada, 1 coord.                               | Ajuntament        | P0020 | Carregueu una nova foto                                                |
| Biblioteca Municipal de Manlleu - Mossèn Blancafort                                 | Manlleu                         | C. Tarafa, 11 coord.                                     | Ajuntament        | P0324 | Carregueu una nova foto                                                |
| Arxiu Comarcal del Bages. Biblioteca Auxiliar                                       | Manresa                         | Via de Sant Ignasi, 40 coord.                            | Generalitat       | E0036 | Carregueu una nova foto                                                |
| Biblioteca de Ciències de la Salut de la Fundació Althaia                           | Manresa                         | C. Dr. Joan Soler, 1-3 coord.                            | Altra titularitat | E0185 | Carregueu una nova foto                                                |
| Biblioteca de l'Il·lustre Col·legi d'Advocats de Manresa                            | Manresa                         | C. Sant Joan Baptista de la Salle, 4-6 3r coord.         | Privada           | E0306 | Carregueu una nova foto                                                |
| Biblioteca del Casino                                                               | Manresa                         | Pg. de Pere III, 27-29 coord.                            | Ajuntament        | P0105 | Biblioteca del Casino · Vegeu més fotos · Carregueu una nova foto      |
| Bibliobús Cavall Bernat                                                             | Manresa                         | Pg. Pere III, 27-29 coord.                               | Diputació         | P0249 | Carregueu una nova foto                                                |
| Biblioteca Ateneu Les Bases                                                         | Manresa                         | C. Cintaires, 30-32 coord.                               | Ajuntament        | P0438 | Carregueu una nova foto                                                |
| Universitat Politècnica de Catalunya. Biblioteca del Campus Universitari de Manresa | Manresa                         | Av. Bases de Manresa, 7-11 coord.                        | Universitat       | U0047 | Carregueu una nova foto                                                |
| Biblio@ccés Vinyoles                                                                | Masies de Voltregà, les         | Ptge. Sant Josep coord.                                  | Ajuntament        | P0407 | Carregueu una nova foto                                                |
| Biblioteca de Masquefa                                                              | Masquefa                        | C. Rogelio Rojo, 5-9 coord.                              | Ajuntament        | P0364 | Carregueu una nova foto                                                |
| Biblioteca de Moià                                                                  | Moià                            | C. Sant Josep, 12 coord.                                 | Ajuntament        | P0302 | Biblioteca de Moià · Vegeu més fotos · Carregueu una nova foto         |
| Biblioteca de l'Abadia de Montserrat                                                | Monistrol de Montserrat         | Mtir. de Montserrat coord.                               | Privada           | E0166 | Carregueu una nova foto                                                |
| Biblio@ccés de Monistrol de Montserrat                                              | Monistrol de Montserrat         | C. Sant Joan, 1 coord.                                   | Ajuntament        | P0410 | Carregueu una nova foto                                                |
| Biblioteca Sant Valentí                                                             | Navarcles                       | C. Fortià Solà, 11 coord.                                | Ajuntament        | P0153 | Biblioteca Sant Valentí · Vegeu més fotos · Carregueu una nova foto    |
| Biblioteca Josep Mas Carreras                                                       | Navàs                           | Pg. Ramon Vall, 69 coord.                                | Ajuntament        | P0241 | Carregueu una nova foto                                                |
| Biblioteca de Piera                                                                 | Piera                           | Av. del Gall Mullat, 7 coord.                            | Ajuntament        | P0110 | Carregueu una nova foto                                                |
| Biblioteca Municipal del Pont de Vilomara i Rocafort                                | Pont de Vilomara i Rocafort, el | C. Sant Pere Regalat, 72 coord.                          | Ajuntament        | P0308 | Carregueu una nova foto                                                |
| Biblioteca Guillem de Berguedà                                                      | Puig-reig                       | Pl. Nova coord.                                          | Ajuntament        | P0229 | Carregueu una nova foto                                                |
| Biblioteca Bac de Roda                                                              | Roda de Ter                     | C. Bac de Roda, 1 coord.                                 | Ajuntament        | P0019 | Carregueu una nova foto                                                |
| Biblioteca Sant Antoni M. Claret                                                    | Sallent                         | C. Torres Amat, 39 coord.                                | Ajuntament        | P0333 | Carregueu una nova foto                                                |
| Biblioteca Sant Pere Almató                                                         | Sant Feliu Sasserra             | Av. Catalunya, 1 (Centre Cultural Ca les Monges) coord.  | Ajuntament        | P0040 | Carregueu una nova foto                                                |
| Biblioteca de Sant Fruitós de Bages                                                 | Sant Fruitós de Bages           | C. Jacint Verdaguer, 5 coord.                            | Ajuntament        | P0169 | Carregueu una nova foto                                                |
| Biblioteca Marquès de Remisa                                                        | Sant Hipòlit de Voltregà        | C. de la Vinya, 2 coord.                                 | Ajuntament        | P0087 | Carregueu una nova foto                                                |
| Biblioteca Cal Gallifa                                                              | Sant Joan de Vilatorrada        | Pg. Gallifa, 1 coord.                                    | Ajuntament        | P0157 | Carregueu una nova foto                                                |
| Biblioteca del Centre Penitenciari de Lledoners                                     | Sant Joan de Vilatorrada        | Ctra. C-55, de Manresa a Solsona, km 37 coord.           | Generalitat       | P0375 | Carregueu una nova foto                                                |
| Biblioteca L'Esqueller                                                              | Sant Pere de Torelló            | C. Josep Badrena, 10 coord.                              | Ajuntament        | P0179 | Carregueu una nova foto                                                |
| Biblioteca Pompeu Fabra                                                             | Sant Quirze de Besora           | Ctra. de Berga, grup C coord.                            | Ajuntament        | P0058 | Carregueu una nova foto                                                |
| Biblioteca Pública de Sant Salvador de Guardiola                                    | Sant Salvador de Guardiola      | C. de Dalt coord.                                        | Ajuntament        | P0366 | Carregueu una nova foto                                                |
| Biblioteca S. Vives Casajuana                                                       | Sant Vicenç de Castellet        | C. Maria Gimferrer, 20 coord.                            | Ajuntament        | P0208 | Carregueu una nova foto                                                |
| Biblioteca de Santa Margarida de Montbui                                            | Santa Margarida de Montbui      | C. Sant Miquel, 6 coord.                                 | Ajuntament        | P0305 | Carregueu una nova foto                                                |
| Biblioteca Pare Ignasi Casanovas                                                    | Santpedor                       | Pl. de la Pau, 2 coord.                                  | Ajuntament        | P0079 | Carregueu una nova foto                                                |
| Arxiu Comarcal del Solsonès. Biblioteca Auxiliar                                    | Solsona                         | C. Dominics, 14 coord.                                   | Generalitat       | E0054 | Carregueu una nova foto                                                |
| Biblioteca del Museu Diocesà i Comarcal de Solsona                                  | Solsona                         | Pl. Palau, 1 coord.                                      | Altra titularitat | E0246 | Carregueu una nova foto                                                |
| Biblioteca Municipal de Solsona                                                     | Solsona                         | C. Llobera, 31 coord.                                    | Ajuntament        | P0400 | Carregueu una nova foto                                                |
| Biblioteca de Súria                                                                 | Súria                           | C. Tarragona, 17-19 coord.                               | Ajuntament        | P0326 | Carregueu una nova foto                                                |
| Biblioteca Antoni Pladevall i Font                                                  | Taradell                        | Ctra. de Balenyà, 101 coord.                             | Ajuntament        | P0057 | Carregueu una nova foto                                                |
| Biblioteca Caterina Figueras                                                        | Tona                            | C. Antoni Figueras, 62 coord.                            | Ajuntament        | P0012 | Carregueu una nova foto                                                |
| Bibliobús Guilleries                                                                | Torelló                         | Apt. de corr. 60, . coord.                               | Diputació         | P0014 | Carregueu una nova foto                                                |
| Biblioteca de Torelló - Barri Montserrat                                            | Torelló                         | C. Núria, 91 coord.                                      | Ajuntament        | P0230 | Carregueu una nova foto                                                |
| Biblioteca Dos Rius                                                                 | Torelló                         | Pl. Vella, 6 coord.                                      | Ajuntament        | P0340 | Carregueu una nova foto                                                |
| Arxiu Comarcal d'Osona. Biblioteca Auxiliar                                         | Vic                             | C. Arquebisbe Alemany, 5 coord.                          | Generalitat       | E0005 | Carregueu una nova foto                                                |
| Biblioteca del Seminari Diocesà de Vic                                              | Vic                             | Rda. de Francesc Camprodon, 2 coord.                     | Privada           | E0152 | Carregueu una nova foto                                                |
| Consorci Hospitalari de Vic                                                         | Vic                             | C. Francesc Pla, el Vigatà, 1 coord.                     | Altra titularitat | E0202 | Carregueu una nova foto                                                |
| Hospital de la Santa Creu, Biblioteca                                               | Vic                             | Rbla. Hospital, 52 coord.                                | Privada           | E0207 | Carregueu una nova foto                                                |
| Biblioteca de l'Institut del Teatre. Centre d'Osona                                 | Vic                             | C. Sant Miquel dels Sants, 20 coord.                     | Diputació         | E0266 | Carregueu una nova foto                                                |
| Biblioteca Episcopal de Vic                                                         | Vic                             | C. Santa Maria, 1 coord.                                 | Privada           | E0273 | Carregueu una nova foto                                                |
| DIXIT Vic Centre de Documentació de Serveis Socials                                 | Vic                             | C. Miquel Martí i Pol, 1 coord.                          | Altra titularitat | E0308 | Carregueu una nova foto                                                |
| Bibliobús Tagamanent                                                                | Vic                             | Apt. de corr. 370, -- coord.                             | Diputació         | P0013 | Carregueu una nova foto                                                |
| Biblioteca Joan Triadú                                                              | Vic                             | C. Arquebisbe Alemany, 5 coord.                          | Ajuntament        | P0016 | Carregueu una nova foto                                                |
| Universitat de Vic. Biblioteca del Campus de Miramarges                             | Vic                             | C. Sagrada Família, 7 coord.                             | Universitat       | U0022 | Carregueu una nova foto                                                |
| Universitat de Vic. Biblioteca del Campus de la Torre dels Frares                   | Vic                             | C. de la Laura coord.                                    | Universitat       | U0023 | Carregueu una nova foto                                                |
| Biblioteca de Vilanova del Camí                                                     | Vilanova del Camí               | C. Mare de Déu de Núria, 1 (Centre Can Papasseit) coord. | Ajuntament        | P0206 | Carregueu una nova foto                                                |